# Kawiarnia Literacka w Krakowie
Kawiarnia Literacka – nieistniejąca już kawiarnia znajdująca się w Krakowie, w Pałacu Badenich przy ulicy Sławkowskiej 32, na Starym Mieście.
Kawiarnia Literacka została założona na przełomie 1945 i 1946 roku przez T. Noworolskiego na parterze  Pałacu Badenich znajdującego się przy ulicy Sławkowskiej 32, na krakowskim Starym Mieście. 
Kilka lat później lokal kawiarni został powiększony o przeszklony pawilon kawiarniany z tarasem od strony ulicy Pijarskiej. W latach 80. XX wieku w kawiarni występował dziecięcy kabaret „Drops”, prowadzony przez M. Korabicza. Kawiarnia została zlikwidowana w 1992 roku.